# Anchoa marinii
Anchoa marinii är en fiskart som beskrevs av Hildebrand, 1943. Anchoa marinii ingår i släktet Anchoa och familjen Engraulidae. Inga underarter finns listade i Catalogue of Life.